# Linyphia monticolens
Linyphia monticolens là một loài nhện trong họ Linyphiidae.
Loài này thuộc chi Linyphia. Linyphia monticolens được Carl Friedrich Roewer miêu tả năm 1942.